# Головенцино
Головенцино — село в Суздальском районе Владимирской области России, входит в состав Новоалександровского сельского поселения.

## География
Село расположено в 13 км на северо-запад от центра поселения села Новоалександрово и в 27 км на юго-запад от райцентра города Суздаль.

## История
В XVII и XVIII веках принадлежало разным помещикам. В книгах патриаршего казенного приказа под 1656 годом значится «церковь Воскресения Христова в селе Головенцыне в поместье разных помещиков, на них за оброк данью 15 алтын 3 деньги», под 1746 годом записана «церковь Воскресения Христова в селе Головенцыне 76 коп. с половиною». Деревянная церковь, существовавшая в XVIII столетии, за ветхостью была разобрана в 1807 году, и вместо нее построена каменная – в честь Воскресения Христова, с приделом в честь Покрова Пресвятой Богородицы усердием помещика Якова Михайловича Федосьева. При ней колокольня каменная, построена одновременно с церковью. В 1893 году приход состоял из села и деревни Воронцова; всех дворов в приходе 84, душ мужского пола 338, женского 343..
В конце XIX — начале XX века село входило в состав Оликовской волости Владимирского уезда.
С 1929 года село входило с состав Стародворского сельсовета Владимирского района, с 1935 года — Небыловского района, с 1965 года Суздальского района.

## Население
| 1859 | 1926 |
| ---- | ---- |
| 258  | 338  |

| 1859 | 1905 | 1926 | 2002 | 2010 | 2021 |
| ---- | ---- | ---- | ---- | ---- | ---- |
| 258  | ↗315 | ↗338 | ↘13  | ↘6   | ↗11  |

## Достопримечательности
В селе находится недействующая Церковь Воскресения Христова (1807).